# الأخوية النسائية عالمية: مقتطفات من الحركة النسائية الدولية (كتاب)
الأخوية النسائية عالمية: مقتطفات من الحركة النسائية الدولية هو كتاب يضم مختارات أدبية نسوية من إعداد روبن مورغان نشرتها مؤسسة أنكور بريس / دابلداي في عام 1984. يعتبر كتاب الأخوية النسائية عالمية: مقتطفات من الحركة النسائية الدولية الجزء اللاحق من كتاب روبن الأخوية النسائية قوة: مختارات أدبية من حركة تحرير المرأة الصادر عام 1970، [3] وجاء بعده كتاب الأخوية النسائية للأبد: مختارات المرأة من أجل الألفية الجديدة الصادر عام 2003.
حصلت روبن مورغان على منحة مؤسسة فورد في الأعوام 1982 و1983 و1984 للمساعدة في تمويل نشر كتاب الأخوية النسائية عالمية: مقتطفات من الحركة النسائية الدولية.

## محتويات الكتاب
يتكون الكتاب من مقالات قصيرة مكتوبة من نساء يمثلن أكثر من 80 دولة؛ لذا يعتبر حدثًا تاريخيًا كلاسيكيًا. ويعتبر أيضًا النص النهائي للحركة النسائية الدولية واعتُمد على نطاق واسع كنص مرجعي في دراسات المرأة، والشؤون الدولية، والاقتصاد العالمي، والعديد من التخصصات الأخرى كما تقول مورغان.
ومن بين النساء المشاركات في المقالات:
- مهناز أفخامي من إيران
- مارجوري أجوسين من تشيلي
- آما آتا إيدو غانا
- شولاميت ألوني من إسرائيل
- بيجي أنتروبوس من منطقة الكاريبي
- بيريتوس من النرويج
- سيمون دي بوفوار فرنسا
- شيريل بينارد من النمسا
- موتاليبولا تشاباكو من جنوب أفريقيا
- نغوين ثي دينه من فيتنام
- ليديا فالكون من إسبانيا
- باتريشيا جايلز من أستراليا
- هيما جونتاتيلي من سريلانكا لانكا
- كيكو هيغوتشي من اليابان
- رادا ايفكوفيتش من يوغوسلافيا
- ديفاكي جاين من الهند
- نيل ماكافيرتي من ايرلندا
- تاتيانا مامونوفا من الاتحاد السوفيتي (سابقًا)
- فاطمة مرنيسي من المغرب
- إيرمتراود مورجنر من ألمانيا الشرقية
- مولارا أوغونديبي ليسلي من نيجيريا
- ماريا دي لورديس بينتاسيلجو من البرتغال
- نوال السعداوي من مصر
- ليبرال شلافر من النمسا
- نغاهوي تي أويكوتوكو من نيوزيلندا
- آنا تيتكو من بولندا
- وماليكا فاجراثون من تايلاند
- سيما والي من أفغانستان
- مارلين وارينغ من نيوزيلندا
- وشياو لو من الصين.